# Ave de paso
Ave de paso fue una telenovela puertorriqueña transmitida en los años 1987-1988 de Producciones Meca, la productora de Ángela Meyer y Camille Carrión, y de TeleOnce. Sustituyó a La isla y a su vez fue sustituida por Yara prohibida. En un principio, la telenovela iba a titularse Nunca te diré adiós, pero Margot Debén, la madre de Ángela Meyer, decidió cambiarle el título. La pareja protagonista de esta telenovela fue Yolandita Monge y Germán Kraus, también fue Yolandita Monge la cantante de su banda sonora cuyo título era "Nunca te diré adiós". Contó con un dilatado elenco como las otras producciones de Ángela Meyer y Camille Carrión. Se emitió en TeleOnce en el horario de las 19:00 horas. El autor del guion es Jorge Cavanet y el director es Martín Clutet. La serie empezó a emitirse en Teleonce de Puerto Rico a partir del martes 10 de diciembre de 1987 en el horario de las 19:00 horas.

## Trama principal
Ave de paso narra la historia de Tahira  Zakal (Yolandita Monge), su protagonista, Tahira es una azafata de vuelo que vive entre Puerto Rico, donde vive con sus padres adoptivos, don Víctor Borges (Víctor Junco) y Teresa Borges (Rosaura Andreu);  y su hermana adoptiva Natalia (Amneris Morales), que la odia a muerte; y Hong Kong, donde visita a su abuela biológica Ranko (Luz María Rondón).  Tahira se considera a sí misma un ave de paso puesto que vive entre dos mundos, Puerto Rico y Hong Kong, donde vive dos vidas muy diferentes y anhela encontrar un lugar estable donde ser feliz y quedarse definitivamente. 
La historia comienza en una visita que Tahira le hace a su abuela Ranko, ésta le confiesa su temor por las visitas de un anticuario llamado Armando Allersa (Germán Kraus), obsesionado por un objeto muy valioso que pertenece a la familia de Ranko, curiosamente Tahira , que ha tenido la oportunidad de conocerlo en circunstancias mejores, está completamente enamorada de él. Tahira, convencida de las buenas intenciones de Armando, tranquiliza a su abuela diciéndole que no debe preocuparse por nada y que Armando no la volverá a molestar. A pesar de las palabras tranquilizadoras de Tahira, Ranko tiene un mal presentimiento y cree que no volverá a ver nunca más a su nieta, y por ese motivo, le da el objeto a Tahira para que se lo lleve a Puerto Rico debido a que teme que alguien lo robe, ya que considera que el objeto no está seguro en su propia casa. Con la intención de  satisfacer los deseos de su abuela, Tahira decide llevarse el objeto familiar para Puerto Rico.
Antes de marcharse a Puerto Rico se despide de Armando, le dice que es difícil que se vuelvan a ver a pesar de que él le promete que la esperará en Hong Kong dado que está muy enamorado de ella, ya que tiene más interés en su amor que en el propio objeto familiar que tanto codicia para su colección de antigüedades. Tras despedirse de su amado Armando, Tahira regresa a Puerto Rico donde es recibida con cariño por parte de sus padres adoptivos y con desprecio por parte de su hermana Natalia, una vez allí recibe una llamada telefónica procedente de Hong Kong en la que le certifican la muerte violenta de su abuela Ranko, Tahira destrozada por la noticia aunque consolada por sus padres adoptivos jura por Buda que hará todo lo posible para descubrir a los asesinos de su abuela y que no parará hasta que sean castigados; sus palabras textuales fueron: "Juro por Buda que encontraré al responsable de la muerte de mi abuela y el que haya sido lo va a pagar bien caro".
El asesinato es perpetrado por un grupo de ladrones que deciden asesinar a Ranko cuando descubren que ya no posee la codiciada antigüedad, consiguen cometer el delito sin apenas dejar rastro lo que lleva a las autoridades locales a no saber a ciencia cierta quien ha sido el verdadero autor y a sospechar de la persona que más interés ha tenido por el objeto codiciado por los ladrones, el propio Armando Allersa que sin estar acusado formalmente por la policía, es considerado uno de los principales sospechosos (tendrá que permanecer en Hong Kong y no podrá salir de la ciudad sin autorización).
De esta forma Tahira tendrá un gran dilema, el deseo de hacer justicia a su abuela y su amor por Armando, teniendo en cuenta que él podría ser uno de los asesinos. Esta es la trama principal de Ave de paso, sin dejar de lado las tramas secundarias que los otros protagonistas de la historia, los compañeros de trabajo de Tahira, las azafatas y los pilotos que trabajan con ella en el avión.

## La historia de amor de Amalia y Pablo
Amalia (Claribel Medina) es una azafata compañera de trabajo de Tahira, vive una preciosa historia de amor con el piloto Pablo (Pablo Alarcón) pero las diferencias sociales entre ambos, ella es de clase humilde y él de clase acomodada, hace que ella tema el rechazo de la familia de él.

## La historia del piloto Arturo Mayo
Arturo Mayo (Jaime Montilla) es un piloto de aviones que suele trabajar con Tahira, es homosexual y su vida amorosa le lleva a correr el riesgo a contraer el sida. Esta trama secundaria fue una de las más polémicas de la historia.

## El secreto de Doris
Doris (Sharon Riley) es una azafata jefa de Tahira y Amalia, siempre está ocultando algo y está envuelta en un gran misterio, le tiene pánico a la policía y cada vez que las autoridades hacen un registro en el avión se pone muy nerviosa.

## El drama de Cheíto
Cheíto (Teófilo Torres) es un artista frustrado y hundido en el alcoholismo, es un amigo de Tahira. Es la segunda trama secundaria más polémica después de 
la trama de Arturo Mayo.

## La historia de la actriz María Carrasco
María Carrasco (Ángela Meyer) es una actriz alcohólica y acabada que vive del pasado, en la actualidad tiene un romance con el joven cantante Johny, ella tiene muchos celos de él por su juventud y porque en la actualidad él tiene muchas fanes mientras que ella ya ha sido olvidada completamente por el público. Es considerada una persona insoportable por las azafatas del avión.

## TeleOnce y Empresas Meca presentan por orden alfabético
- Pablo Alarcón como Pablo
- Junior Álvarez
- Germán Kraus como Armando Allersa
- Claribel Medina como Amalia
- Yolandita Monge como Tahira Zakal
- Amneris Morales como Natalia Borges (La hermana adoptiva de Tahira)
- Sharon Riley como Doris (Jefa de las azafatas)
- Pedro Orlando Torres como Yoshiro (Villano enamorado de Tahira Zakal)

## Estrella invitada
- Amalia Cruz

## Primeros actores extranjeros
- Juan Antonio Edwards
- Arturo Maly
- Cristina Tejedor
- Víctor Junco como Víctor Borges

## Con los primeros actores
- Rosaura Andreu como Teresa Borges
- Lucho Cabrera
- Armando Martínez
- Carmen Belén Richardson como Florita, criada de Víctor Borges y Teresa
- Orlando Rodríguez
- Mercedes Sicardo

## Actuaciones especiales
- Ángel Domenech
- Darisabel Isales
- Jaime Montilla como Arturo Mayo
- Eileen Navarro
- Luz Minerva Rodríguez
- Linnette Torres
- Teófilo Torres como Cheíto

## Y el siguiente reparto
- Tino Acosta
- Manela Bustamante
- Nelly Jo Carmona
- Jorge Castillo
- Noelia Crespo
- Meche Mercado

## Y la primera actriz
- Elia Enid Cadilla como Marlene

## Estelares
- Luz María Rondón como Ranko

## También actúan
- Ángela Meyer como María Carrasco
- Jorge Luis Ramos como Jonny Flores
- José Caro
- Benjamín Morales
- Emma Rosa Vincenti
- Axel Anderson
- Flor Núñez como la madre de Amalia

## Equipo de producción
- Libro original de: Jorge Cavanet
- Intérprete tema musical: Yolandita Monge
- Productora general: Ángela Meyer
- Dirección y puesta en escena: Martín Clutet